# Johan Cornelius Krieger (1756-1824)
 Der er flere personer med dette navn, se Johan Cornelius Krieger.
Johan Cornelius Krieger (født 7. juli 1756 i København, død 9. juli 1824 sammesteds) var en dansk søofficer, bror til Johannes Krieger og far til Christian og Johan Wilhelm Cornelius Krieger.

## Uddannelse
Han var søn af viceadmiral Johan Cornelius Krieger og bestemtes tidlig til søen. Allerede syv år gammel gjorde han sit første togt som volontør. Han blev kadet 1767, var samme år med fregatten Havfruen til Middelhavet. Han deltog som sådan i admiral Frederik Christian Kaas' uheldige togt til Algier 1770 om bord i linjeskibet Sophie Magdalene, kommanderet af hans fader.

## Karriere

### I fransk tjeneste
Det påfølgende år udnævntes han til sekondløjtnant, men forblev i Middelhavet indtil 1772. Efter nogle togter i eskadre og til Island avancerede Krieger 1776 til premierløjtnant; to år senere sendtes han tillige med syv andre officerer til Frankrig for der at gøre tjeneste på flåden og forblev der indtil 1781. I de mange blodige og højst lærerige søkampe, som i disse år udfægtedes i de vestindiske farvande mellem admiralerne d'Estaing, grev de Guichen og de Grasse på fransk side mod Graves, Hood og Rodney på engelsk side, tog Krieger virksom del; han udmærkede sig ved flere lejligheder, blev såret, dekoreret med Ordre pour le mérite militaire, fik tilbud om en årlig pension af den franske regering (som han dog afslog) og hjemsendtes endelig med en overordentlig rosende skrivelse fra hans chef, markis Joseph Bernard de Chabert. Kort forinden sin hjemrejse  forfremmedes han til kaptajnløjtnant. 1781-83 førte Krieger skib for det vestindiske handelsselskab; i slutningen af denne periode udnævntes han til generaladjudant hos kongen.

### Fredsperioden
Under de over for Sverige spændte forhold 1784, 1788 og 1789 var han udkommanderet i de eskadrer, der opererede sammen med russiske eskadrer, en tid lang var han ansat til tjeneste som konsulent hos den russiske admiral. 1789 blev han kaptajn. 1791-98 gjorde Krieger tjeneste som ekvipagemester på Nyholm, men havde dog ved siden heraf adskillige udkommandoer. I efteråret 1798 gik han som chef for fregatten Najaden til Middelhavet for under Steen Andersen Billes overkommando at beskytte de danske handelsskibe dels mod røverstaterne, dels mod engelske visitationer. Fra dette hverv, der var lige så anstrengende, som det udfordrede både mod og takt, skilte han sig med fremragende dygtighed. 1800, da forholdet til England havde nået en betænkelig spændt karakter, hjemkaldtes samtlige i Middelhavet stationerede skibe, for hvilke Krieger da overtog kommandoen; i slutningen af april 1801 kom han i god behold med sin styrke til Norge. 1801-03 opholdt han sig i Norge som medlem af en defensionskommission og havde derefter indtil 1807 nogle kortvarige kommandoer i vore egne farvande. Kommandørkaptajn blev han 1800. 1802 udtrådte Krieger af Konstruktionskommissionen, i hvis møder han på grund af sine udkommandoer sjældent havde deltaget, men blev 1804 medlem af Regleringskommissionen og atter 1807–14 medlem af Konstruktionskommissionen.

### Under Englandskrigene
Ved englændernes overfald på København 1807 skyndte man sig at give Krieger befalingen over den bevægelige sødefension; ved hans utrættelige aktivitet og mod lykkedes det også at forpurre den engelske flådes angreb fra søsiden, hvorimod han naturligvis ikke kunne forhindre fjendens bombardement af hovedstaden fra landbatterierne. 1808 fik han overkommandoen over kanonbådsforsvaret i Øresund og langs Sjællands østkyst; samme år forfremmedes han til kommandør. Den ham underlagte styrke, der i sommerens løb voksede til 33 rokanonfartøjer, benyttede han med udmærket duelighed; i juni erobrede han således en engelsk orlogsbrig samt en del svenske koffardiskibe, i oktober samme år fordrev han med sine både det blokerende engelske linjeskib Africa, der endogså på et hængende hår nær var blevet erobret. 1810 udvidedes hans kommandoområde til farvandet mellem Nakkehoved og Møn, og 1812 fik han desuden kommando over kanonbådene i Storebælt.
Krieger, der 1812 avancerede til kontreadmiral, vedblev under hele krigen til 1813 at lede dette kanonbådsforsvar og trådte herunder på slutningen i personligt forhold til Frederik VI, der lærte at skatte ham så meget, at han endogså i krigens sidste afsnit betroede ham at indlede forhandlinger om våbenstilstand med den engelske øverstkommanderende, admiral Hope (George Johnstone Hope eller William Johnstone Hope?). Dette forsøg mislykkedes dog for ham; senere var han med kongen i Fyn som øverstbefalende over søforsvaret, medens fredsforhandlingerne førtes i Kiel.

### Efter krigen
I maj 1814 overtog Krieger det ansvarsfulde embede som Holmens overekvipagemester (chef), efter at admiral Kjerulff var gået af. Det viste sig snart, at hans administrative Evner vare lige så udmærkede som hans kriger- og sømandsanlæg. Med utrættelig iver arbejdede han efterhaanden den nye flåde frem, afskaffede mange misbrug, forbedrede de meniges forhold og gjorde sig af disse særdeles afholdt. Med sin faste karakter, sin takt og tjenstiver lykkedes det ham virkelig at fremkalde en ny og bedre ånd på orlogsværfterne, så at både over- og underordnede med Lyst og frejdighed gave sig i kast med den smukke opgave at genoprejse den faldne marine. 1821 havde han den sorg uventet at miste sin søn Hilmar Krieger i Vestindien; dette stød gav hans helbred et knæk, som aldrig forvandtes; han døde 9. juli 1824.
Krieger var 1808 blevet kammerherre, 1809 Kommandør af Dannebrogordenen, 1812 Dannebrogsmand og fik Storkorset 1815.

## Ægteskaber
1. Krieger blev gift 1. gang 7. juli 1787 i Holmens Kirke med Sophia Vilhelmine Caroline Bornemann (18. juni 1767 i København - 2. juni 1792 sammesteds), datter af generalauditør Vilhelm Bornemann (1731-1801) og Talche Storm (1738-1779).
2. Han blev gift 2. gang 28. november 1794 i Holmens Kirke med Dorothea Sara Marie Meincke (8. oktober 1777 i København - 30. oktober 1809 sammesteds), datter af senere kommitteret i Rentekammeret, etatsråd Lorentz Angel Meincke (1750-1811) og Margrethe Amalie Bluhme (1757–1809).
3. Han blev gift 3. gang 28. maj 1811 på Frederiksberg med Anna Cathrine Falbe (18. august 1770 i København - 2. februar 1843 sammesteds), datter af kammerråd, senere etatsråd, zahlkasserer Johan Christian Falbe (1740-1801) og Anna Catharina Hagerup de Gyldenpalm (1741-1815).

Han er begravet på Assistens Kirkegård.

## Gengivelser
- Portrætmaleri af C.A. Lorentzen 1782
- Afbildet på stik signeret "Rmbg.", 1809, og på stik af Martin Engelbrecht, Frederik VI belønner Krieger
- Litografi af Carl Henckel efter tegning af Carl Plötz (Det Kongelige Bibliotek)
- Portrætmaleri af C.A. Jensen, formentlig fra 1830'erne efter ukendt forlæg; herefter litografi af Wilhelm Heuer (Det Kongelige Bibliotek)